# Universidad Nacional de Juliaca
La Universidad Nacional de Juliaca (sigla: UNAJ) es una universidad pública ubicada en la ciudad de Juliaca, Perú. La UNAJ cuenta con 10 carreras profesionales y fue fundada el 25 de julio de 2007 mediante Ley N.º 29074. La universidad en el 2024-II cuenta con 3 311 estudiantes.

## Historia
La universidad fue creada por Ley N.º 29074 mediante la gestión impecable de la Congresista Margarita Sucari Cari de Puno , del 25 de julio de 2007, con la autorización del Consejo Nacional Para la Autorización de Funcionamiento de Universidades (CONAFU) bajo Resolución N.º 569-2011-CONAFU; cumpliendo con el Reglamento General del Proceso de Admisión a las Universidades bajo competencia del CONAFU, emitida por la Resolución N.º 471-2011-CONAFU, de fecha 22 de setiembre de 2011.
Su primer proceso de Admision fue ciclo 2015-I, para cinco carreras profesionales: Gestión Pública y Desarrollo Social, Ingeniería Textil y de Confecciones, Ingeniería en Energías Renovables, Ingeniería Ambiental y Forestal, e Ingeniería en Industrias Alimentarias.  
El 26 de agosto de 2018, la Superintendencia Nacional de Educación Superior Universitaria (Sunedu) otorgó la licencia institucional por una vigencia de 6 años.

## Carreras profesionales
Actualmente ya inicio sus actividades académicas contando con las siguientes carreras profesionales: Cuenta con 10 escuelas profesionales debido a la creación de dos nuevas escuelas profesionales en el 2023 que perteneceran a la Facultad de Gestión y Emprendimiento Empresarial, la Unaj se divide en tres facultades.
Facultad de Ciencias de Ingeniería
- Ingeniería Ambiental y Forestal.
- Ingeniería en Energías Renovables.
- Ingeniería de Software y Sistemas.
- Ingeniería Mecatrónica.

Facultad de Ingeniería de Procesos Industriales
- Ingeniería de Industrias Alimentarias.
- Ingeniería Textil y Confecciones.
- Ingeniería Industrial.

Facultad de Gestión y Emprendimiento Empresarial
- Escuela Profesional de Gestión Publica y Desarrollo Social
- Escuela Profesional de Economía
- Escuela Profesional de Administración y Emprendimiento Empresarial

## Infraestructura
La universidad cuenta con 19 laboratorios y un taller. Asimismo está en construcción su local que incluye centro de investigación y procesamiento en el distrito de Ayabacas, se espera que este operativo a inicios del año 2019.

## Rankings académicos
En los últimos años se ha generalizado el uso de rankings universitarios internacionales para evaluar el desempeño de las universidades a nivel nacional y mundial; siendo estos rankings clasificaciones académicas que ubican a las instituciones de acuerdo a una metodología científica de tipo bibliométrica que incluye criterios objetivos medibles y reproducibles, tomando en cuenta por ejemplo: la reputación académica, la reputación de empleabilidad para los egresantes, la citas de investigación a sus repositorios y su impacto en la web. Del total de 92 universidades licenciadas en el Perú, la Universidad Nacional de Juliaca se ha ubicado regularmente dentro del tercio inferior a nivel nacional en determinados rankings universitarios internacionales.